# Tour d'Armorique
Le Tour d'Armorique est une ancienne course cycliste par étapes disputée en Bretagne, en France. Créé en 1976, il était réservé aux coureurs amateurs jusqu'en 1978. Il n'a pas été organisé en 1979 et est réapparu en 1980, cette fois réservé aux professionnels. Il a porté le nom de Tour de Bretagne en 1985. Sa dernière édition a eu lieu en 1994. Il a été remplacé par la Route Adélie en 1996.

## Palmarès
| Année                                 | Vainqueur             | Deuxième                | Troisième            |
| ------------------------------------- | --------------------- | ----------------------- | -------------------- |
| Épreuve courue par les amateurs       |                       |                         |                      |
| 1976                                  | Jacky Gadbled         | Lucien Tarsiguel        | Jean-Michel Avril    |
| 1977                                  | Michel Lesourd        | Patrick Guay            | David Wells          |
| 1978                                  | Alain Rocaboy         | Max Le Guen             | Jean-Pierre Guernion |
| 1979                                  | Annulé                | Annulé                  | Annulé               |
| Épreuve courue par les professionnels |                       |                         |                      |
| 1980                                  | Patrick Friou         | Yves Hézard             | André Chalmel        |
| 1981                                  | Bernard Vallet        | Hubert Mathis           | Michel Larpe         |
| 1982                                  | Bernard Hinault       | André Chappuis          | Régis Clère          |
| 1983                                  | Jean-François Chaurin | Vincent Barteau         | Christian Seznec     |
| 1984                                  | Pascal Campion        | Christian Levavasseur   | Jean-Claude Bagot    |
| 1985                                  | Bruno Wojtinek        | Pierre Le Bigaut        | Ronan Pensec         |
| 1986                                  | Jörg Müller           | Philippe Leleu          | Bruno Cornillet      |
| 1987                                  | Thierry Marie         | Dominique Gaigne        | Joël Pelier          |
| 1988                                  | Soren Lilholt         | Gilbert Duclos-Lassalle | Thierry Marie        |
| 1989                                  | Laurent Jalabert      | Jean-Claude Colotti     | Stefan Van Leeuwe    |
| 1990                                  | Roberto Torres        | Franck Pineau           | Éric Caritoux        |
| 1991                                  | Jérôme Simon          | Dimitri Vassiltchenko   | Jean-Cyril Robin     |
| 1992                                  | Peter De Clercq       | Greg LeMond             | Franck Pineau        |
| 1993                                  | Jean-Cyril Robin      | Hendrik Redant          | Cezary Zamana        |
| 1994                                  | Emmanuel Magnien      | Peter De Clercq         | Christophe Capelle   |